# Welcome Home (film, 1989)
Pour les articles homonymes, voir Welcome Home.
Pour plus de détails, voir Fiche technique et Distribution.
Welcome Home est un film dramatique américano-britannique réalisé par Franklin J. Schaffner, sorti en 1989. Il s'agit de son dernier film.

## Fiche technique
- Réalisation : Franklin J. Schaffner
- Scénario : Maggie Kleinman
- Musique : Henry Mancini
- Montage : Robert Swink
- Genre : Film dramatique
- Durée : 92 minutes
- Date de sortie : États-Unis : 29 septembre 1989

## Distribution
- Kris Kristofferson
- JoBeth Williams
- Sam Waterston
- Brian Keith
- John Marshall Jones